# Los Angeles
Los Angeles, officielt City of Los Angeles, ofte omtalt med forkortelsen L.A., er den mest folkerige by i den amerikanske stat Californien og den næststørste by i USA efter New York City. Byen har 3.898.747 (2020) indbyggere og et areal på 1.302 kvadratkilometer. Storbyområdet Los Angeles defineres dog på to måder, dels som Los Angeles County og som Orange County, og Los Angeles-Riverside metroområde har 13.200.998 (2020)  indbyggere.
Byen blev grundlagt den 4. september 1781 som en del af det dengang spansk-kontrollerede Mexico. Den blev døbt "El Pueblo de Nuestra Señora la Reina de los Ángeles del Río de Porciúncula". Byen blev overtaget af USA i 1847.
Los Angeles er både en fysisk-geografisk størrelse og et begreb, der afspejler sig i tilnavne som "Dream City" og "The Nowhere City" eller med en amerikanisering af det oprindelig spanske navn: "City of Angels". Hvor metropoler som London, Paris, Wien og New York City tidligere har præget forestillinger om storbyen, opfattes Los Angeles som det 21. århundredes by, et decentraliseret bylandskab domineret af bilismen. Bortset fra Downtown Los Angeles, hvor der siden 1970'erne er opført et stort antal kontorhøjhuse, består bebyggelsen hovedsagelig af parcelhuskvarterer uden et fremherskende centrum. Byen fremtræder som en række adskilte forstæder, der siden 1940'erne er blevet forbundet af et stadig mere udbygget, men også mere belastet motorvejsnet, som på visse strækninger dagligt trafikeres af over 1,2 millioner biler.
Byen er et betydeligt sæde for forskning og uddannelse med bl.a. UCLA (University of California, Los Angeles) samt Caltech (California Institute of Technology) i Pasadena og tænketanken RAND Corporation i Santa Monica. Økonomien er præget af den internationale handel, underholdning (tv, film, videospil, musik), rumfart, teknologi, olie, mode, fashion og turisme. I 2002 indviedes en moderne containerterminal, Pier 400. Den betjener Maersk Lines containerflåde, der er verdens største. Havnen er en af verdens travleste havne.
Filmindustrien har udviklet sig til en verdensomspændende underholdningsindustri med centrum i Burbank nord for Hollywood. Her ligger nogle af landets største film-, musik- og tv-studier, hvoraf flere som fx Disney-, Universal- og NBC-studierne samtidig er store turistattraktioner. Andre turistmål er bl.a. kunstmuseer, Disneyland i Anaheim og byparkerne Griffith Park og Exposition Park; sidstnævnte med bl.a. California Science Center, der i 1932 og 1984 dannede rammen om De Olympiske Lege. Turistbranchen profiterer også af klimaet, strandene og bjergene og ikke mindst af byens glamourøse image, der blev skabt af filmindustrien og senere er blevet fastholdt i Beverly Hills, 90210, Baywatch og andre populære tv-serier.
Klimaet i Los Angeles er varmt og solrigt med temperaturer på 18-25 grader hele året rundt. Ikke langt fra byen ligger San Andreas-forkastningen, hvor to kontinentalplader støder op mod hinanden og derved med jævnlige mellemrum skaber jordskælv. Der er årligt flere små jordskælv, der ikke udgør nogen større fare, men byen ligger alligevel i en højrisiko zone for at blive ramt af mere kraftige jordskælv. Ud over jordskælv rammes L.A. og det omkringliggende område ofte også af store skovbrande på grund af sit meget tørre og varme klima.
Bydelene East L.A. og South Central er dog mest kendt for deres store ghetto-dannelser, hvor rivaliserende grupper har medført høj kriminalitet og vold. Fra disse områder udspringer en stor del af den amerikanske rap- og hiphopkultur.
Los Angeles byder på mange attraktive sportsoplevelser som bl.a. Los Angeles Lakers (basketball), Los Angeles Dodgers (baseball), Los Angeles Kings (ishockey) og LA Galaxy (fodbold).

## Historie
Kystområdet omkring det nuværende Los Angeles, var tidligere bosat af Chumash og Tongva (også kaldet Gabrieleños) indianerne og de har boet her uden større afbrydelser igennem mange tusinde år. Tongva stammen kalder Los Angeles området Yaa.
Den opdagelsesrejsende Juan Rodríguez Cabrillo ankom hertil med sine skibe i år 1542, og området blev i den anledning officielt indlemmet i Det Spanske imperium, men det var dog først i 1769, at spanierne for alvor koloniserede det sydlige Californien, anført af Gaspar de Portolà, og i 1781 grundlagde 44 nybyggere fra Mexico landsbyen "El Pueblo de Nuestra Señora la Reina de los Angeles del Río de Porciúncula". Landsbyen havde i 1820 650 indbyggere. Førhen lå der en Gabrielino-bebyggelse i området ved navn iyáangẚ (nedfældet som 'Yang-na' af spaniolerne), hvilket betyder "de giftige egetræers sted" direkte oversat.

Amerikanerne overtog Los Angeles i 1847 ved underskrivelsen af Cahuenga-traktaten under den Mexicansk-amerikanske krig.

### Samtidshistorie
Eftersom Los Angeles over de seneste knapt 100 år er vokset til at være en megaby rangerende blandt de største i verden, har byen også påvirket samtidshistorien og kulturen på verdensplan. Kulturelt set har Los Angeles haft en stor indflydelse på især musik- og filmkulturen, primært via filmindustrien i Hollywood.

#### Etniske konflikter og opstande
På grund af sin demografiske sammensætning og ofte eksplosive befolkningsudvikling har Los Angeles oplevet en række opstande med udgangspunkt i etniske konflikter. Af de større kan nævnes 'Zoot Suit Riots' i 1943, 'Watts Rebellion' i 1965 og senest Rodney King-opstanden i 1992. Opstandene karakteriseres normalt som primært etniske konflikter (ofte omtalt som "race-optøjer") og som en udløsning af de store spændinger, der kan oparbejdes i det daglige mellem forskellige befolkningsgrupper i byområdet.

## Demografi
I år 2000 var befolkningstallet oppe på 3.792.621, og befolkningstætheden var dermed på 3.124,46 personer per kvadratkilometer.
Los Angeles er blevet en multikulturel by med større nye grupper af latinamerikanske og asiatiske immigranter de seneste årtier. Raceopdelingen var således at 46,9% var hvide, 8,24% var afroamerikanere, 10,0% var af asiatisk afstamning, 0,8% var indianere, 0,16% var "Pacific Islander" som er folk med afstamning fra Stillehavsøerne, 25,9% fra andre racer og 5.2% fra mere end to racer. 46,5% af befolkningen var latinoer. 42,2% talte engelsk, 41,7% spansk, 2,4% koreansk, 2,4% tagalog, 1.7% armensk, 1,5% kinesisk (kantonesisk og mandarin) og 1,3% persisk som deres førstesprog. Siden midtfirserne har Los Angeles været en såkaldt minoritets-/majoritetsby, som er en by hvor minoritetsgruppen er større end den typiske majoritetsgruppe i USA.

## Bydele

### Hollywood
Bydelen Hollywood er hjemsted for USAs vigtigste produktionssted af film og tv-serier. Hollywoodfilm er amerikanske film og filmbyen har inspireret til navnet på den indiske pendant, Bollywood.

### Beverly Hills
Beverly Hills, som ligger i vest-Los Angeles, anses for at være et af de rigeste steder i USA.
Der bor mange skuespillere og musikere i Beverly Hills, da de har let ved at komme ind til Hollywood, hvor der ligger mange studier og pladeselskaber.

### Etniske bydele
Los Angeles har en række mere eller mindre officielle etniske bydele, med en særlig høj koncentration af bestemte etniske grupper og med hver deres særpræg og historie.
New China Town blev officielt indviet lørdag den 25. Juni 1938, efter opførelsen af Central Plaza - et af USAs første shoppingcentre (mall) - og den kinesisk dominerede bydel har siden vokset herfra. De første registrerede kinesere bosatte sig i Los Angeles i år 1852, og der var tidligere en uofficiel 'Old China Town' omkring Calle de Los Negros.
'Little Tokyo' omkring Japanese American National Museum er én af de tre tilbageværende japansk-dominerede bydele i Californien og har rødder tilbage til 1880'erne. Japanerne og bydelen har haft flere svære perioder i tidens løb, ikke mindst efter begivenhederne ved Pearl Harbour og Anden Verdenskrig. For at styrke områdets stemme udadtil har forretningslivet og indbyggerne derfor samlet sig i 'the Little Tokyo Community Council' (LTCC) i år 2000.
Bydelen Tehrangeles (Little Persia) i Los Angeles er kendt for sine iranske butikker og restauranter. Den ligger omkring 'Persian Square', der i 2010 officielt fik tildelt navnet som en anerkendelse af de mange iranske tilflytteres bidrag til området.

### Øvrige områder
- Highland Park

## Personer fra Los Angeles
- Ritchie Valens († 1959), musiker, sanger
- Adlai Stevenson II († 1965), politiker
- Marilyn Monroe († 1962)
- Dexter Gordon († 1990), saxofonist
- Florence Griffith-Joyner († 1998), olympisk mester
- Chris Penn († 2006)
- Willis Lamb († 2008), fysiker, nobelprismodtager
- David Carradine († 2009)
- Etta James († 2012), sanger, bluessanger, gospelsanger
- Elinor Ostrom († 2012), politolog, nobelprismodtager
- Sally Ride († 2012), astronaut
- Natalie Cole († 2015), sanger
- Grant Imahara, elektroingeniør († 2020)
- Richard Chamberlain (1934-)
- Herb Alpert (1935-), musiker
- Dustin Hoffman (1937-)
- Leland H. Hartwell (1939-), biolog, nobelprismodtager
- Beau Bridges (1941-)
- David Crosby (1941-), musiker, sanger
- Ryan O'Neal (1941-)
- Jan Brewer (1944-), politiker, guvernør
- Mia Farrow (1945-)
- Diane Keaton (1946-)
- Cheech Marin (1946-)
- Liza Minnelli (1946-)
- Anne Archer (1947-)
- Ry Cooder (1947-), musiker
- Edward James Olmos (1947-)
- James Ellroy (1948-), forfatter
- Barbara Hershey (1948-), skuespiller
- Jeff Bridges (1949-)
- Lee Ritenour (1952-), musiker
- Belinda Carlisle (1958-), sanger
- Jamie Lee Curtis (1958-)
- Jennifer Tilly (1958-)
- Val Kilmer (1959-)
- Alejandro Mayorkas (1959-), politiker i Regeringen Joe Biden, voksede op i Los Angeles
- Jodie Foster (1962-)
- Jennifer Jason Leigh (1962-)
- Chris Ferguson (1963-), pokerspiller
- Lisa Kudrow (1963-)
- Tatum O'Neal (1963-)
- Bret Easton Ellis (1964-), forfatter
- Bridget Fonda (1964-)
- Melissa Gilbert (1964-)
- Tone Lōc (1966-), hiphopartist
- Laura Dern (1967-)
- Josh Brolin (1968-)
- Dweezil Zappa (1969-), musiker
- Christina Applegate (1971-)
- Gwyneth Paltrow (1972-)
- Tyra Banks (1973-), fotomodel
- Leonardo DiCaprio (1974-)
- Angelina Jolie (1975-)
- Will.i.am (1975-)
- Kourtney Kardashian (1979-)
- Adam Levine (1979-), musiker, sanger
- Jake Gyllenhaal (1980-)
- Kim Kardashian (1980-)
- Josh Groban (1981-), sanger
- Khloé Kardashian (1984-)
- Kendrick Lamar (1987-)
- Kendall Jenner (1995-)
- Kylie Jenner (1997-)
- Amanda Gorman (1998-), digter
- Billie Eilish (2001-), sanger